# المريجية
المريجية وهي مقاطعة تتبع مدينة الفاو وتقع في محافظة البصرة جنوب العراق.